# Ганс Фідерер
Ганс Фідерер (нім. Hans Fiederer, 21 січня 1920 — 15 грудня 1980) — німецький футболіст, що грав на позиції нападника. Виступав за клуб «Фюрт», а також національну збірну Німеччини.